# 1140 Crimea
1140 Crimea este un asteroid din centura principală, descoperit pe 30 decembrie 1929, de Grigori Neuimin.